# Операція «Мертвий сніг»
Операція «Мертвий сніг» (норв. Død snø) — норвезький комедійний фільм жахів 2009 року, що оповідає про зустріч студентів-медиків із загоном німецьких солдатів часів Другої світової війни, що перетворилися на зомбі. Один з рідкісних представників жанру «хоррор з зомбі-нацистами». У 2014 році картина отримала продовження під назвою Операція «Мертвий сніг» 2.
Теглайн фільму — Ein Zwei Die! (в оригіналі Grav Deg ned I Tide).

## Сюжет
За сюжетом вночі в горах Норвегії дівчина на ім'я Сара біжить від переслідувачів, проте їм вдається наздогнати і розтерзати її. Вранці в покинутий будиночок в горах приїжджає компанія студентів-медиків: четверо молодиків і три дівчини. Сам будиночок належить дівчині, яка загинула вночі. Студенти жартують і влаштовують гонки по снігу, а ввечері збираються в будинку. Несподівано з'являється незнайомець, який застерігає молодь, розповідаючи про місцеву легенду, згідно з якою в цих місцях загинули німці, які грабували місцеве населення в кінці Другої світової війни.
Вегард, приятель Сари, турбується про неї і вранці відправляється на її пошуки на снігоході. По дорозі він бачить намет з мертвим незнайомцем. Пішовши слідами, він провалюється крізь сніг в печеру і втрачає свідомість. Решта членів компанії тим часом нічого не підозрюють і розважаються вдома, де Ерланд знаходить в підвалі шкатулку, повну золотих прикрас. Ерланд відлучається в туалет на вулиці, зронивши у дворі золоту монетку. Незабаром на Кріс, яка теж вийшла в туалет, нападає нацист-зомбі. Друзі чують її крик і помічають у вікнах фігури зомбі, які починають лізти в будинок. Вони хапають Ерланда і роздирають його на частини, іншим вдається відбитися. Вранці вони розділяються — Мартін і Рой відволікають зомбі, а Ханна і Лів повинні бігти в пошуках їх машин або якийсь підмоги.
Тим часом Вегард знаходить в печері німецьку вогнепальну зброю, каски часів війни, а також відрізану голову Сари. Вибравшись, він зустрічає нациста-зомбі, а потім ще кількох, і вступає в сутичку з ними. Лів попадається зомбі і підриває їх і себе гранатою. Ханна ледь уникає тієї ж долі, проте їй вдається розправитися з переслідувачем. Мартін і Рой повертаються в будиночок, проте випадково підпалюють його. Потім вони озброюються бензопилою та іншими інструментами і виходять на відкрите місце, де вступають в бій з зомбі. У запалі битви Мартін випадково вбиває Ханну, яка непомітно підійшла до нього ззаду. Після, до Мартіна і Рою приїжджає на снігоході Вегард. В результаті Вегарда розривають на частини, А Мартіна кусають в руку. Боячись того, що він може перетворитися на зомбі, Мартін ампутує собі руку бензопилою, проте його тут же кусають в пах.
Всі зомбі повалені, крім командира — штандартенфюрера Герцога. Однак коли він кричить: «Повстаньте!» — нацисти знову вилазять зі снігу. Поранений Мартін і Рой тікають від них, але, Герцог наздоганяє Роя і вдаряє його молотком, який залишив на полі битви Рой. В результаті, він натикається на гілку і гине. Мартін вдається на місце їх згорілого будиночка, знаходить в залі шкатулку з золотом і віддає Герцогу. Зомбі заспокоюються, Мартін добирається до машини і сідає в неї, проте з жахом бачить, як у нього з кишені випадає ще одна золота монетка. За вікном машини тут же з'являється Герцог, розбиваючи скло.

## Акторський склад

### Головні ролі
- Шарлотта Фрогнер — Ханна Делон (дівчина Мартіна).
- Вегар Хуль — Мартін Хедвен (студент, друг Вегарда).
- Еппе Леурсен — Ерленд Джонсен (студент, друг Роя).
- Ласс Валдал — Вегард Ростен (студент-медик).
- Стіг Фроде Генріксен — Рой Тойвонен (студент).
- Іві Касет Ростен — Лів (блондинка, подруга Ханни).
- Дженні Скавлан — Кріс Фрогнер (двоюрідна сестра Ханни).
- Ане Даль Торп — Сара.
- Бьорн Сундквіст — Незнайомець.
- Орхан Гамст — Орхан Гамст (штандартенфюрер Герцог).
- Томмі Віркола — один з зомбі (в титрах не вказано).

## Виробництво
Створюючи нацистських зомбі у фільмі, письменник і режисер Томмі Віркола дійшов висновку, що найкращий спосіб посилити жах і огиду до стандартних зомбі — це надати їм нацистський елемент; він також використовував історичний фон нацистської окупації Норвегії при розробці сюжету фільму. В інтерв'ю Віркола сказав: «Коли ми збиралися сісти і написати справжній сценарій, ми почали думати: «що може бути більш злим, ніж зомбі»? Нацистський зомбі!». У нас дійсно сильна військова історія на півночі Норвегії з часів Другої світової війни, тому було забавно об'єднати реальні події з нашою власною історією. І ви знаєте, що нацисти завжди були головними лиходіями у фільмах. Об'єднайте це з зомбі, і ви дійсно отримаєте те, чого ніхто не буде співчувати. Віркола також з'явився в епізоді в ролі одного з солдатів-зомбі.
Незважаючи на те, що на початку фільму згадується прокляття, пов'язане з нацистською окупацією і подальшими похованнями в норвезьких горах, не показано, як нацисти стають зомбі. Однак Віркола використовував кут прокляття при створенні зомбі фільму.
Відповідальними за створення спецефектів були Пер Стейнар Хофтун і Сино Котані, обидва з Freax FX, і Стейнар Каарштейн з Effektmakeren. У команду розробників також входили Янне Ремен (ключовий візажист), Елізабет Хауган, Гудмунд Саксвік, Лене Брукс і Рагнхільд Престхольт. Незважаючи на те, що дія відбувається в Ексфорді, фільм був знятий в Алті і Мальсельві.

## Випуск
Фільм був поширений компанією Euforia Film і випущений 9 січня 2009 року в Норвегії. Американська прем'єра відбулася на кінофестивалі «Санденс», після чого IFC Films придбала права на поширення в США. Фільм отримав обмежений випуск у США, починаючи з 19 червня 2009 року, до його випуску на DVD 23 лютого 2010 року.

## Відгук
Операція «Мертвий сніг» отримав змішані відгуки норвезьких критиків і був оцінений 3/6 як Verdens Gang, так і Dagbladet. За словами Маноли Даргіс з Нью-Йорк Таймс, режисер Томмі Віркола, який написав недоречний сценарій зі Стігом Фроде Генріксеном, не просто вражає кожен удар жаху; він перетворює його в непорушну целюлозу. Вона виділила команду спецефектів за визнання їх «чудово огидною» роботи. Стівен Вітті з The Star-Ledger також позитивно прокоментував візуальні ефекти фільму і похвалив Вірколу за його «тверду руку зі сценами дії», але визначив сюжет як слабкість фільму. Він звинуватив персонажів у відсутності мотивації і в тому, що вони  практично не відрізняються один від одного. У нього також були проблеми з кінцівкою.
На Rotten Tomatoes фільм має рейтинг схвалення 69%, заснований на 77 відгуках, із середнім рейтингом 6/10. На Metacritic фільм має середньозважену оцінку 61 з 100, засновану на відгуках 16 критиків, що вказує на «в цілому сприятливі відгуки».
Фільм був номінований на чотири премії «Крик» 2009 року: «Fight-to-the-Death Scene», «Most Memorable Mutilation», «Best Foreign Movie» і «Best Horror Movie».

## Продовження фільму
Продовження фільму Операція «Мертвий сніг» під назвою  Операція «Мертвий сніг» 2, також режисер Томмі Віркола, прем'єра відбулася на кінофестивалі «Санденс» в 2014 році і була випущена в Норвегії в тому ж році. Вегар Хуль, Ерьян Гамст і Шарлотта Фрогнер повторюють свої ролі з першого фільму, причому Стіг Фроде Генріксен повертається в якості іншого персонажа, а Мартін Старр, Крістофер Джонер і Дерек Мірс приєднуються до акторського складу. На відміну від першого фільму, який був знятий виключно норвезькою мовою, другий фільм був знятий одночасно англійською та норвезькою мовами.